# Distretto di Hiep Hoa
Il distretto di Hiep Hoa (vietnamita: Hiệp Hòa) è un distretto (huyện) del Vietnam che nel 2019 contava 247.460 abitanti.
Occupa una superficie di 201 km² nella provincia di Bac Giang. Ha come capitale Thang.